# Gia Ray
Gia Ray is een thị trấn in huyện Xuân Lộc. Gia Ray heeft een oppervlakte van 13,86 km². In Gia Ray heeft ruim 12.720 inwoners. Gia Ray is de hoofdplaats van het district.